# Nemorilla trivittata
Nemorilla trivittata är en tvåvingeart som först beskrevs av Christian Rudolph Wilhelm Wiedemann 1830.  Nemorilla trivittata ingår i släktet Nemorilla och familjen parasitflugor.
Artens utbredningsområde är Jungfruöarna. Inga underarter finns listade i Catalogue of Life.